# Белошейная зонотрихия
Белоше́йная зонотри́хия, или белошейная воробьиная овсянка, или белогорлый воробей (лат. Zonotrichia albicollis), — вид воробьиных птиц из семейства Passerellidae. Живёт в восточных штатах Северной Америки.

## Внешний вид

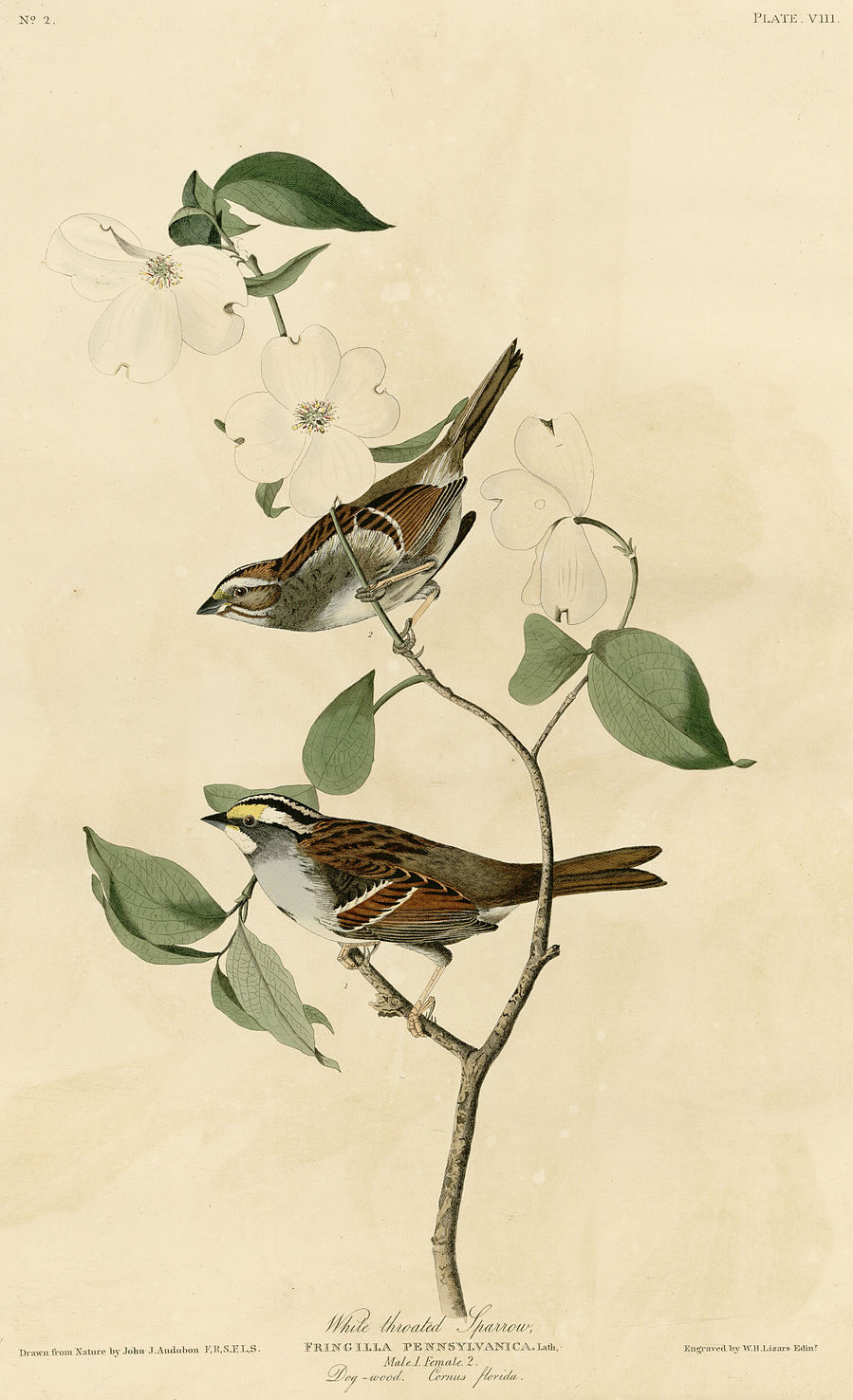
Пара белошейных зонотрихий (иллюстрация Джона Одюбона)

Белошейная зонотрихия имеет длину 17 см, размах крыльев — 23 см, вес — 26 г. Общая окраска оперения на верхней стороне тела — пёстрая, рыжевато-бурая, с полосами коричневого цвета; нижняя сторона тела — светлая, серая; горло — белое (в виде белого пятна на шее). У птиц существуют две цветовые морфы, которые имеют макушку головы с чёрно-белыми или чёрно-коричневыми полосами. Чёрная полоса за глазами, а также желтоватая «бровь».

## Образ жизни
Обитает в кустарнике, живых изгородях и чаще леса, а также в парках и садах. Стаи белошейной зонотрихии на плетнях возле полей и на земле напоминают домовых воробьёв, но по образу жизни более походят на зябликов.
Для питания птица ищет на земле в чаще насекомых, семена и ягоды.
Продолжительность жизни — 9 лет.

## Размножение
Во время тока птицы (морфы) с белой и с коричневой макушкой почти всегда ищут партнёра соответственно другой цветовой окраски головы, что представляет собой типичный случай ассортативного скрещивания.
Гнездится на земле, обыкновенно возле кустов или деревьев. В чашеобразном гнезде на земле или на незначительной высоте самка высиживает примерно 2 недели от 4 до 6 яиц. Позже самец помогает в кормлении птенцов насекомыми и пауками. Через 8 или 9 дней молодые птицы становятся самостоятельными.
Иногда белошейная зонотрихия спаривается с чернобровой (Zonotrichia atricapilla) и белоголовой зонотрихией (Z. leucophrys) и с серым юнко (Junco hyemalis).

## Распространение
Белошейная зонотрихия гнездится в Канаде и на северо-востоке США, зимует в США и северной Мексике.

## Поведение
Две цветовые морфы существенно различаются по своему поведению, особенно в сезон размножения. «Белые» особи проявляют бо́льшую агрессивность, стремятся к множественным спариваниям (полигамии) и чаще поют, причём даже самки. В то же время «коричневые» особи моногамны, менее агрессивны и проявляют бо́льшую заботу о потомстве. Установлено, что разница в поведении морф связана с морфоспецифическими различиями в уровне гормонов и анатомических особенностях головного мозга.

## Генетика
Кариотип: 82 хромосом (2n).
Между кариотипами двух цветовых морф имеется отличие по хромосомным перестройкам (инверсиям), затрагивающим вторую, а также предположительно третью аутосомы. «Белые» морфы гетерозиготны по хромосомным перестройкам на 2-й хромосоме — 2m/2, в то время как «коричневые» особи не имеют этих перестроек, то есть являются гомозиготами 2/2.
Молекулярная генетика
- Депонированные нуклеотидные последовательности в базе данных EntrezNucleotide, GenBank, NCBI, США: 33 937 (по состоянию на 1 марта 2015).
- Депонированные последовательности белков в базе данных EntrezProtein, GenBank, NCBI, США: 19 224 (по состоянию на 1 марта 2015).

Белошейная зонотрихия — генетически один из наиболее изученных представителей семейства овсянковых (Emberizidae). Для идентификации носителей инвертированной хромосомы 2m разработан молекулярный тест на основе полиморфизма в последовательности гена вазоактивного интестинального пептида (VIP), локализованного на второй хромосоме.
Геном: 1,33—1,37 пг (C-value).
Белошейная зонотрихия является модельным организмом для изучения генетики и геномики поведения. С этой целью произведено полное геномное секвенирование вида (в 2013 году); созданы БАК-библиотека генома, его сравнительная физическая и цитогенетическая карты, а также секвенирован его транскриптом.